# Amelia Heinle
Amelia Heinle (Phoenix, Arizona, 17 de Março de 1973) é uma atriz estadunidense, mais conhecida por seus trabalhos em The Young and the Restless como Victoria Newman, e em All My Children como Mia Saunders.

## Biografia

### Vida pessoal
Amelia Heinle nasceu em Phoenix, uma das principais cidades do estado do Arizona.
Durante os anos 90, teve um breve relacionamento amoroso com Dax Griffin. Em 1995, Heinle se casou com Michael Weatherly, sua co-estrela de Loving, e em 1996, o casal recebeu seu primeiro e único filho, August Manning Weatherly. No ano seguinte, o casal se divorciou.
Em 2007, Heinle se casou novamente com um parceiro de trabalho, desta vez, Thad Luckinbill, que também trabalha em The Young and the Restless, e no mesmo ano nasceu o primeiro filho do casal, Thaddeus Rowe.

### Carreira
De 1993 a 1995, Heinle interpretou Stephanie Brewster em Loving, e em seu spin-off, The City. Sendo indicada em 1994 ao Soap Opera Digest Awards de melhor atriz novata. Em 1999, Heinle estrelou o piloto de Jack & Jill, mas, pouco depois, foi substituída por Amanda Peet no papel de Jacqueline Barrett.
Em 2001, após participar de alguns filmes como The Limey, Liar's Poker e At Sachem Farm, a atriz decidiu voltar à televisão diurna e conseguiu o papel de Mia Saunders em All My Children. Apesar de ter entrado na trama como uma personagem importante, com a saída de J. Eddie Peck, e conseqüentemente, de seu personagem do programa, Amelia teve sua participação reduzida a um posto secundário, e em 2004, decidiu por não renovar seu contrato com os produtores.
No ano seguinte, Heinle se juntou ao elenco de The Young and the Restless como Victoria Newman, substituindo a popular Heather Tom no papel desde o episódio de 21 de Março.

## Filmografia

### Televisão
- 2008 The Young and the Restless como Victoria Newman
- 2004 All My Children como Mia Saunders
- 1996 The City como Stephanie Brewster
- 1995 Loving como Stephanie Brewster

### Cinema
- 2001 Earth vs. the Spider como Stephanie Lewis
- 1999 The Limey como Adhara
- 1999 Liar's Poker como Rebecca
- 1999 Purgatory como Rose/Betty McCullough
- 1998 At Sachem Farm como Laurie

## Prêmios
| Ano  | Premiação                | Categoria           | Indicado(s)              | Resultado |
| ---- | ------------------------ | ------------------- | ------------------------ | --------- |
| 1994 | Soap Opera Digest Awards | Melhor atriz novata | Amelia Heinle por Loving | Indicado  |